# 用户等效测距误差
在卫星导航领域，用户等效测距误差（英語：User Equivalent Range Error，缩写：UERE）所有可能影响GNSS距离观测量的不确定性的总和，包含了卫星星历误差、卫星钟误差与接收机钟误差、大气延迟误差、多路径误差、接收机噪声等因素对距离观测的影响，其大小由用户接收机的设计方式及其所处的测量环境决定。按上述影响因素的来源，UERE又可分为空间信号测距误差（英語：Signal-In-Space Range Error，缩写：SISRE）与用户设备误差（英語：User Equipment Error，缩写：URE）两部分。
UERE和精度衰减因子（英語：Dilution Of Precision，缩写：DOP）组成了一类理想化的误差模型，用以评估GNSS的性能表现及其在应用中可能引入的误差大小，两者的乘积被称为用户导航误差（英語：User Navigation Error，缩写：UNE）：
{\displaystyle {\text{UNE}}={\text{DOP}}\cdot {\text{UERE}}={\text{DOP}}\cdot {\sqrt {{\text{SISRE}}^{2}+{\text{UEE}}^{2}}}}